# Ігнацій Казімєж Марія Лєдуховський
Ігнацій Казімеж Марія Лєдуховський, повн. Ignacy Іґнацій Казімеж Марія Галка-Лєдуховський, гербу Шалава (нар. 5 серпня 1871 р. у Лоосдорфі — пом. 9 березня 1945 р. у концентраційному таборі Міттельбау-Дора) – граф,генерал дивізії Війська Польського, кавалер ордену Virtuti Militari.

## Біографія
Народився 5 серпня 1871 року в Лоосдорфі, у тодішньому повіті Святого Пельтена Нижньої Австрії, в родині Антонія Августа (1823–1885) та Юзефи фон Саліс-Цізерс (1831–1909). Мав двох сестер – святу Урсулу Лєдуховську, блаженну Марію Терезію Лєдуховську – та брата, генерала ордену єзуїтів Влодзімєжа Лєдуховського. Його дід – бригадний генерал листопадового повстання Ігнатій Лєдуховський. Внучатий племінник кардинала і примаса Польщі Мечислава Галка-Лєдуховського.
1 серпня 1892 р. після закінчення військового реального училища розпочав військову кар’єру в цісарсько-королівській армії. Був включений до 1-го полку польових гармат у Кракові. 1 січня 1894 року його частина була переведена до Вадовіце і переформована в 1-й дивізійний артилерійський полк. У 1895 р. отримав звання цісарсько-королівського шамбеляна, а в 1896 р. був звільнений у відпустку. У 1897-1899 роках був студентом військової школи у Відні. Після закінчення школи продовжив службу в рідному полку, який перевели до Кракова. 1900 року був призначений до Генерального штабу з одночасним призначенням до 23-ї піхотної бригади в Кракові. У 1902 р. втратив звання офіцера Генерального штабу і був переведений до Корпусного артилерійського полку № 1 у Кракові, який у 1908 р. був перейменований на Перший полк польових гаубиць. Того ж року був переведений до Першого кінно-артилерійського ескадрону у Кракові. 1913 року став командиром цього ескадрону. Під час Першої світової війни воював на російському та італійському фронтах. Командував відповідно 43-м і 126-м полками польової артилерії.
З листопада 1918 р. служив у Війську Польському командиром 1-го полку важкої артилерії Краківської землі. 24 лютого 1919 р. був затверджений командиром 1-ї Краківської артилерійської бригади. Під час польсько-радянської війни командував: 3-ю артилерійською бригадою легіону, 14-ю артилерійською бригадою та 11-ю дивізією піхоти. 1 травня 1920 р. затверджений у званні другого генерал-лейтенанта 1 квітня 1920 р. в групі старшин колишньої австро-угорської армії. Був інспектором артилерії командування Галицько-Волинського фронту. За фронтові заслуги тричі нагороджений Срібним Хрестом ордена Virtuti Militari та Хрестом Хоробрих.
1921 року служив начальником Головного навчального центру в Кобрині. 31 липня 1921 року призначений заступником начальника генерального Брест-Литовського округу. 3 травня 1922 р. йому присвоєно звання бригадного генерала зі старшинством з 1 червня 1919 р. і 14-м місцем у генералітеті. OЗ 1922 по 1925 рік був начальником служби артилерії та озброєння 5-го Корпусного округу у Кракові. На цій посаді 1 грудня 1924 р. йому присвоєно звання генерала дивізії 15 серпня 1924 р. і 3-м генеральським місцем. 10 квітня 1925 р. призначений заступником командира корпусного округу № IV у Лодзі, а з 1 вересня 1926 р. до 1 лютого 1927 р. виконував обов’язки командира дивізії IV округу. 1 березня 1927 р. йому було надано двомісячну відпустку із збереженням заробітної плати, а 30 квітня 1927 р. – звільнено на пенсію.
Володів маєтком у Вульці Росновській на Львівщині.
Під час окупації залишився в Липниці, де працював в Армії Крайовій. Взявши псевдонім «Крак», проводив таємну військову підготовку партизанів. Заарештований німцями, потрапив до концтабору Гросс-Розен. 9 березня 1945 р. помер у концтаборі Міттельбау-Дора (табірний номер 113195).

### Сім'я
24 листопада 1903 року в Краковці одружився з Пауліною Лубєнською (1880–1951), з якою мав чотирьох дітей:
- Ядвіга (1904–1994),
- Марія Терезія (1906–1992) (у шлюбі Тишкевич),
- Юзефа Марія (1908– 1983)
- Володимир Маріан Франциск Станіслав Ігнатій (1910–1987), другий лейтенант резерву артилерії Війська Польського[22]

## Військові звання
- поручник – старшинство з 1 вересня 1892 р.[4]
- надпоручник – старшинство з 1 травня1896 року[6]
- капітан 2 класу – старшинство з 1 травня1902 року[10]
- капітан 1 класу – 1906 зі старшинством з 1 травня 1902 р.[23]
- майор – старшинство з1 листопада 1913 р.[12]
- підполковник – старшинство з 1 вересня 1915 р.
- полковник – з 1918 р.

## Нагороди та відзнаки
- Срібний хрест Військового ордена Virtuti Militari № 5278 - 24 березня 1922 р.[17]
- Хрест хоробрих тричі
- Офіцер ордена Почесного легіону (Франція)[24]
- Великий офіцер ордена Корони Румунії[25]
- Орден Леопольда
- Орден Залізної Корони 3. ступеню з бойовими відзнаками та мечами[26]
- Хрест Бойової Заслуги – 1910 р. [27]